# برنج برگر

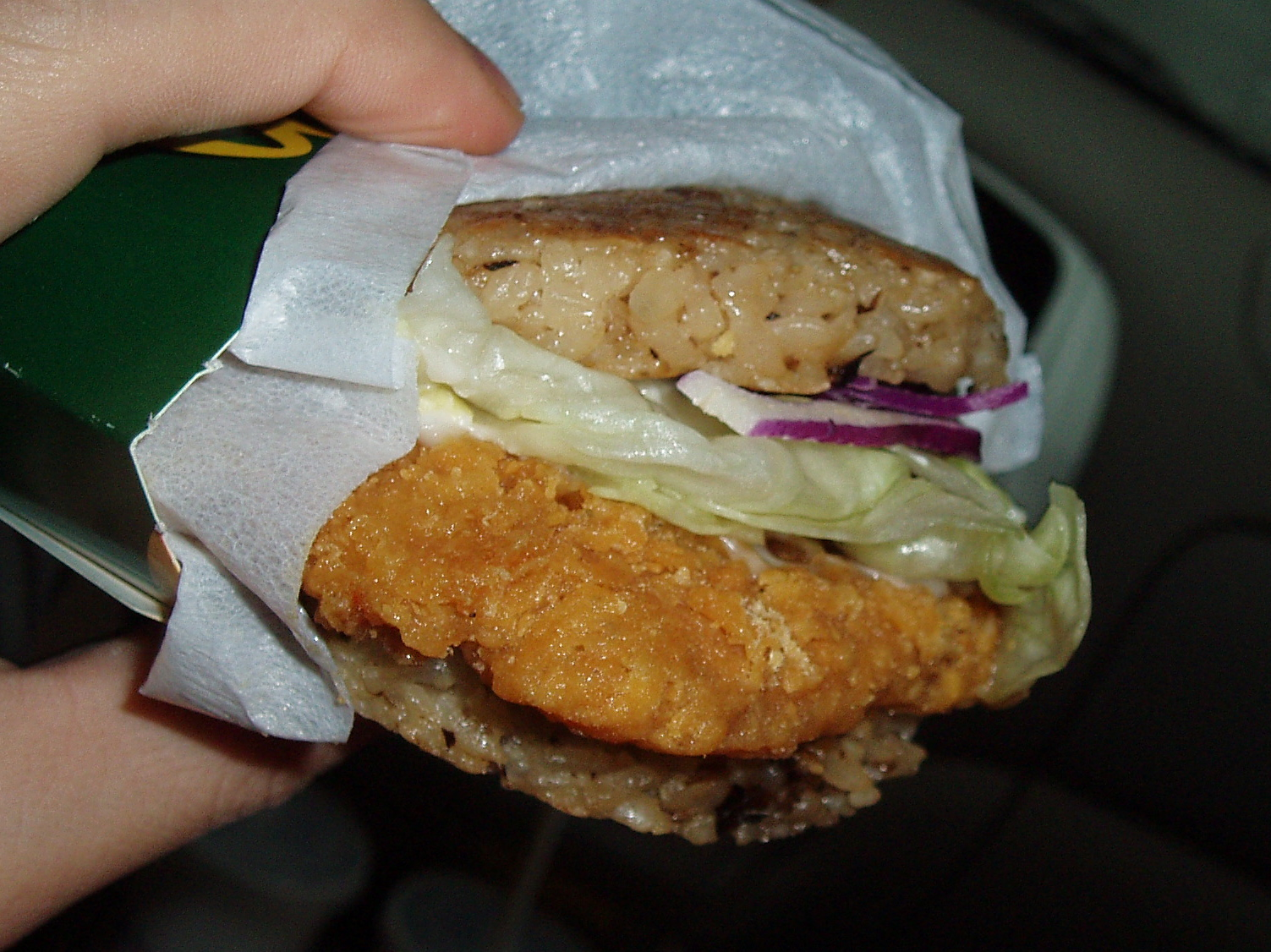
برنج برگر مرغ

برگر برنج یا برنج برگر نوعی همبرگر سنتی است که به جای نان‌های همبرگر، نان‌های برنج فشرده شده جایگزین شده‌است. رستوران‌های زنجیره ای فست فود موس برگر برگر برنج را در سال ۱۹۸۷ در ژاپن معرفی کرد، و از آن زمان به یک ماده غذایی محبوب در شرق آسیا تبدیل شده‌است. از حدود سال ۲۰۰۵ مک دونالد در برخی از فروشگاه‌های آسیایی خود نیز برگر برنج عرضه کرد که نتایج متفاوتی داشت. در کره جنوبی آنها را به عنوان «باپبرگر» می‌شناسند (باپ/باب در زبان کره ای به معنای برنج است). برگرهای محبوب برنج به سبک کره ای شامل مواد پرکننده ای مانند کیمچی سرخ شده و ماهی تن با سس مایونز است.

## بیشتر خواندن
- Mos می ۲۰۰ شعبه چین را بر اساس تقاضای برنج برنج باز می‌کند - تایپه تایمز
- برگرهای برنج ژاپنی به غذای ما می‌پیوندند (نیازمند آبونمان)